# Martyn Bernard
Martyn John Bernard (15 dicembre 1984) è un altista britannico.

## Palmarès
| Anno | Manifestazione          | Sede       | Evento        | Risultato | Prestazione | Note |
| ---- | ----------------------- | ---------- | ------------- | --------- | ----------- | ---- |
| 2002 | Mondiali juniores       | Kingston   | Salto in alto | 4º        | 2,14 m      |      |
| 2003 | Europei juniores        | Tampere    | Salto in alto | 12º       | 2,15 m      |      |
| 2005 | Europei under 23        | Erfurt     | Salto in alto | 11º       | 2,21 m      |      |
| 2005 | Universiadi             | Smirne     | Salto in alto | Bronzo    | 2,23 m      |      |
| 2006 | Giochi del Commonwealth | Melbourne  | Salto in alto | Argento   | 2,26 m      |      |
| 2006 | Europei                 | Göteborg   | Salto in alto | 14º (q)   | 2,23 m      |      |
| 2007 | Europei indoor          | Birmingham | Salto in alto | Bronzo    | 2,29 m      |      |
| 2007 | Universiadi             | Bangkok    | Salto in alto | 5º        | 2,23 m      |      |
| 2007 | Mondiali                | Osaka      | Salto in alto | 14º       | 2,21 m      |      |
| 2008 | Giochi olimpici         | Pechino    | Salto in alto | 9º        | 2,25 m      |      |
| 2009 | Europei indoor          | Torino     | Salto in alto | 16º (q)   | 2,22 m      |      |
| 2010 | Europei                 | Barcellona | Salto in alto | Bronzo    | 2,29 m      |      |
| 2010 | Giochi del Commonwealth | Delhi      | Salto in alto | 16º (q)   | 2,13 m      |      |
| 2011 | Mondiali                | Taegu      | Salto in alto | 29º (q)   | 2,21 m      |      |
| 2014 | Giochi del Commonwealth | Glasgow    | Salto in alto | 5º        | 2,21 m      |      |